# Климент III (антипапа)
Климент III (антипапа) (лат. Clemens), Гіберт або Віберт з Равенни (бл. 1029—8 січня 1100), антипапа у 1080—1100 роках. Народився у Пармі.
З самого початку своєї духовної кар'єри підтримував політику двору Священної Римської імперії. Імператор Генріх IV призначив його архієпископом Равенни. Підтримував політику імператора щодо обрання антипапи Гонорія II на противагу папі Олександру III.
На синоді Бріксені під головуванням імператора Генріха IV у червні 1080 року було зміщено папу Григорія VII та проголошено папою Гіберта, який прийняв ім'я Климент III. За допомогою імперського війська Климент III 24 березня 1084 року був інтронізований у Римі, а 31 березня того ж року коронував Генріха IV імператором Священної Римської імперії.
Незабаром через чутки про можливий напад норманів, союзників папи Григорія VII, Генріх IV з антипапою утік з Рима. Климент III, як прихильник політики імператора Генріха IV, був антипапою впродовж правління трьох наступників Григорія VII.